# Gymnopithys lunulatus
Gymnopithys lunulatus là một loài chim trong họ Thamnophilidae.
Loài này được tìm thấy ở Ecuador và Peru. Môi trường sống tự nhiên của chúng là rừng ẩm vùng đất thấp nhiệt đới hoặc cận nhiệt đới.